# Плазма (агрегатний стан)

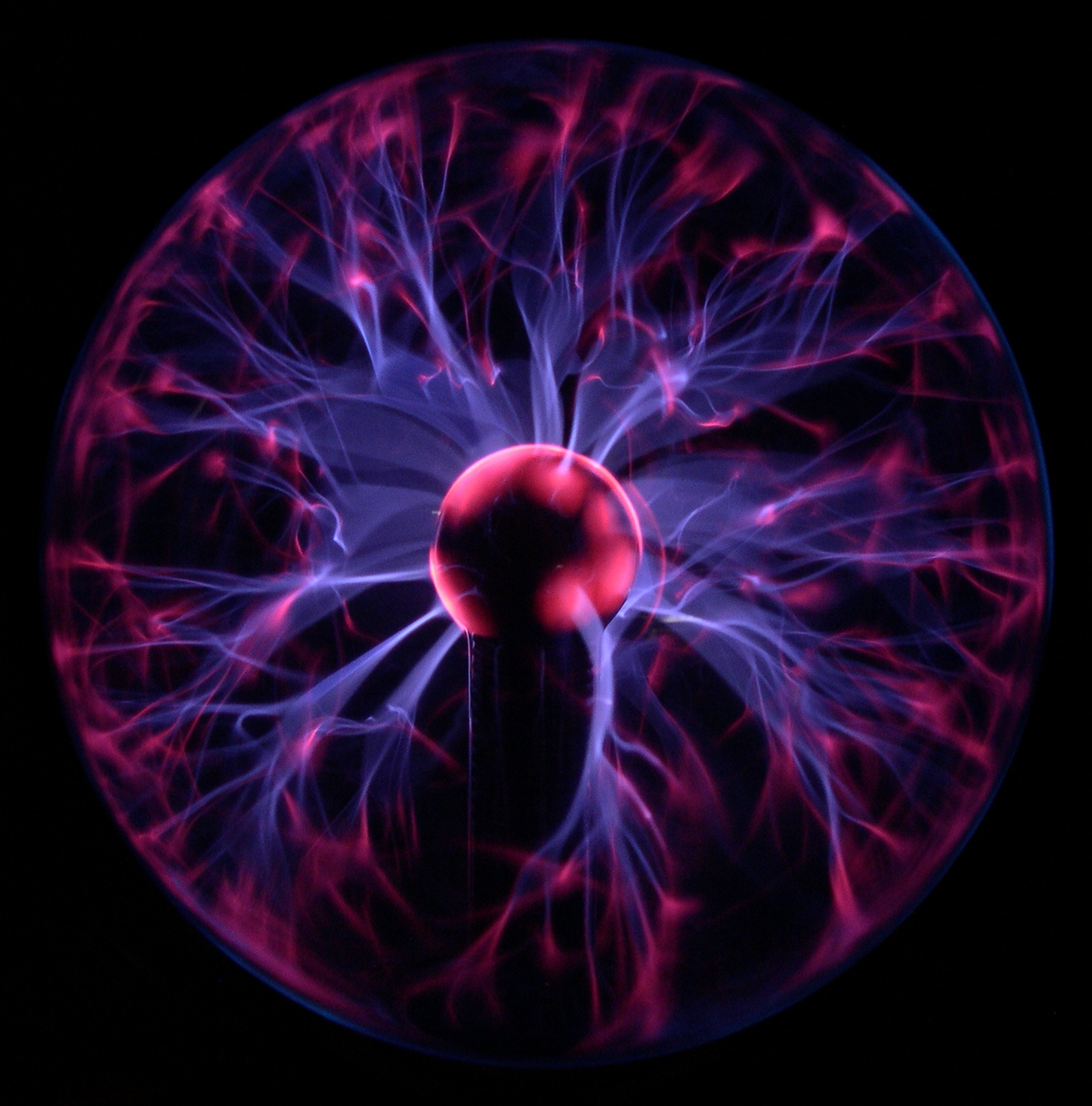
Плазмова лампа.

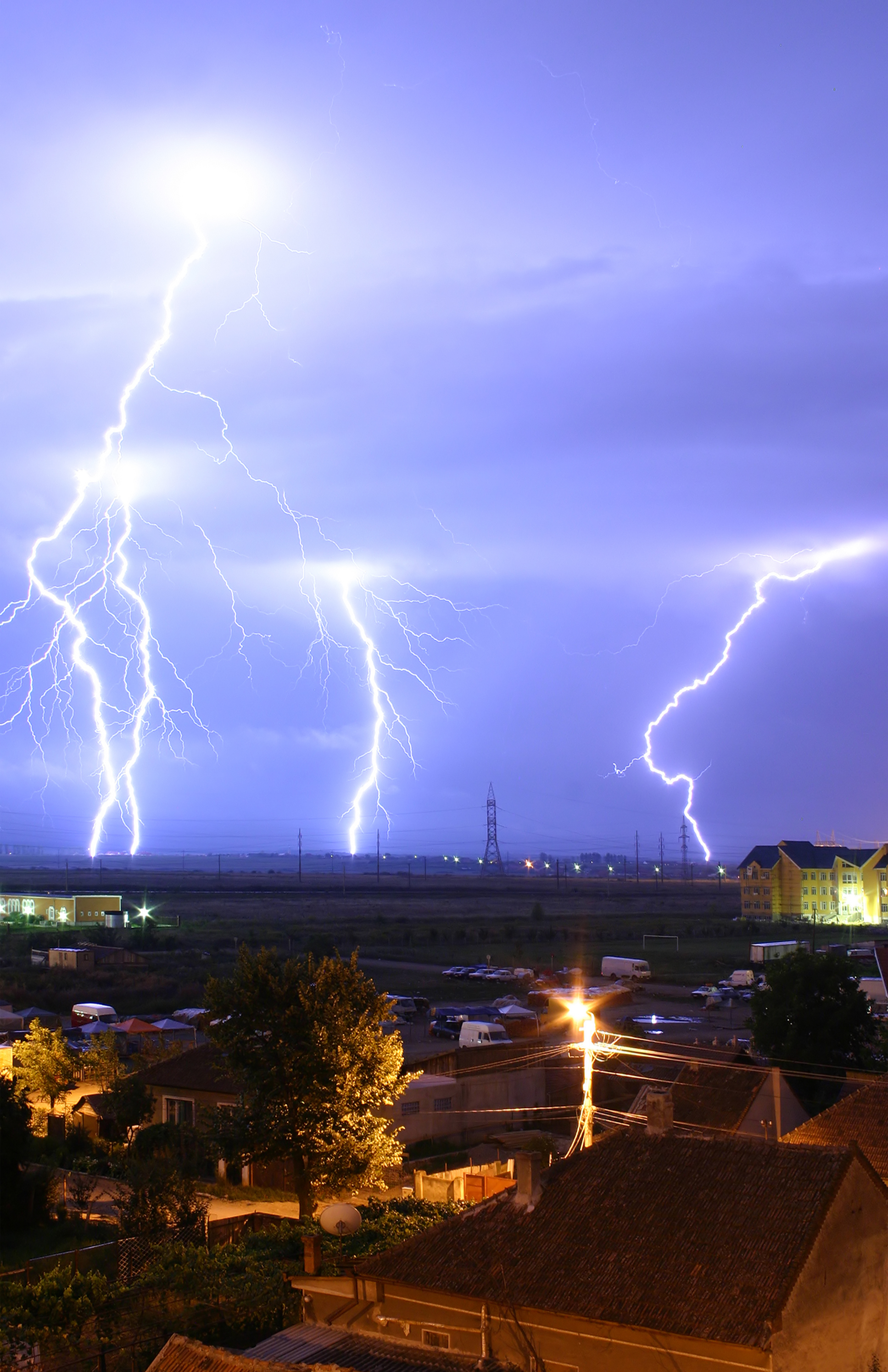
Блискавка є прикладом природної плазми. Зазвичай, струм у блискавці досягає 30 000 ампер, а потенціал — до 100 мільйонів вольт. Блискавки випромінюють світло, радіохвилі, рентгенівські та гама-промені. Температура плазми у блискавці може досягати ~28 000 Кельвінів і густина електронів може перевищувати 10^{24} м^{−3}.

Пла́зма (грец. πλάσμα, «[щось] сформоване») — у фізиці та хімії іонізований, електрично-квазінейтральний стан речовини.

## Загальний опис
Плазма вважається четвертим (після твердого, рідкого й газоподібного) агрегатним станом речовини. Слово «іонізований» означає, що від значної частини молекул відокремлений принаймні один електрон. Слово «квазінейтральний» означає, що, незважаючи на наявність вільних зарядів (електронів і йонів), сумарний електричний заряд плазми дорівнює нулю. Присутність вільних електричних зарядів робить плазму провідним середовищем, що зумовлює її значно більшу (в порівнянні з іншими агрегатними станами речовини) взаємодію з магнітним і електричним полями. «Четвертий стан речовини» відкрив Вільям Крукс у 1879, а назву «плазма» запропонував Ірвінг Ленгмюр у 1928.
Як і речовина в будь-якому іншому агрегатному стані, плазма є зовні нейтральною, оскільки є сумішшю позитивних і негативних іонів у такій кількості та концентрації, що їх заряди компенсують один одного. Плазма має властивості схожі як на газоподібний стан речовини (частинки рухаються вільно та відстань між частинками значно більша за розмір частинок), так і на рідкий (велика в'язкість) і твердий (електрони рухаються вільно від ядер атомів).
Властивості плазми досліджує фізика плазми. Теоретично плазма описується рівняннями магнітогідродинаміки.
Плазма — стан речовини, в якому її атоми іонізовані, тобто електрони відірвані від ядер. Завдяки цьому речовина стає не тільки електропровідною, але й надзвичайно чутливою до електромагнітних полів. Плазму називають четвертим агрегатним станом речовини на відміну від твердого, рідкого та газоподібного.
Плазма — високоіонізоване квазінейтральне суцільне середовище. На відміну від газу або рідини, в плазмі має місце далекосяжна кулонівська взаємодія між частинками, що і визначає її різноманітні властивості.
Плазмові об'єкти у природі — зорі, планетарні туманності, верхні шари атмосфери — йоносфера. Штучно плазма створюється у тліючому газовому розряді, газорозрядних лампах, мас-спектрометрах, термоядерному синтезі, при роботі йонних двигунів, генераторів і т. д. Зокрема, плазму застосовують у термоелектронних і магнітоплазмодинамічних (МПД) генераторах — перетворювачах тепла безпосередньо в електричну енергію (минаючи перетворення в механічну).

## Форми плазми

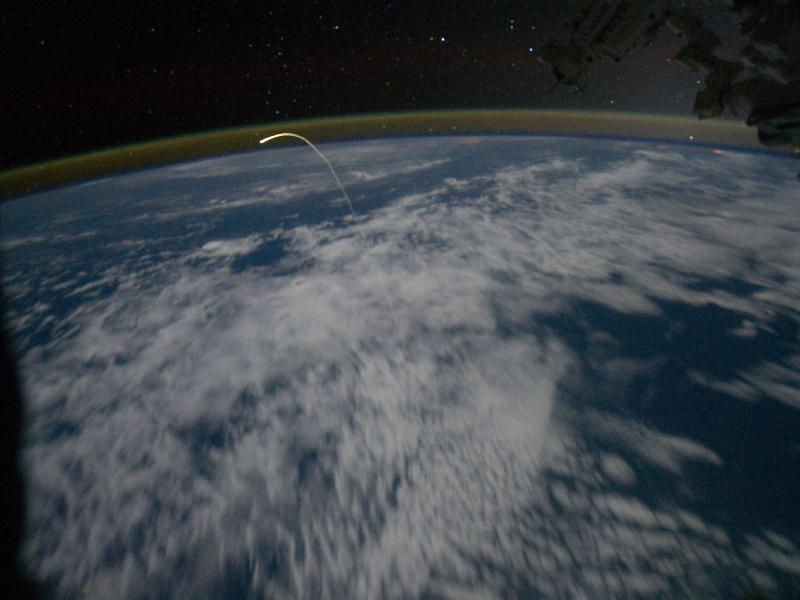
Плазмовий шлях, залишений космічним човником Атлантіс при повторному входженні в атмосферу. Вигляд з Міжнародної космічної станції.

За сьогоднішніми уявленнями, фазовим станом більшої частини речовини (за масою близько 99,9 %) у Всесвіті є плазма.
Всі зорі складаються з плазми, і навіть простір між ними заповнений плазмою, хоча і дуже розрідженою (див. міжзоряний простір). Наприклад, планета Юпітер зосередила в собі переважну більшість речовини Сонячної системи, що перебуває в «неплазмовому» стані (рідкому, твердому та газоподібному). При цьому маса Юпітера становить всього лише близько 0,1 % маси Сонячної системи, а об'єм ще менший: всього 10−15%. При цьому дрібні частки пилу, що заповнюють космічний простір і несуть на собі певний електричний заряд, в сукупності можуть бути розглянуті як плазма, що складається з надважких заряджених іонів (див. пилова плазма).
| Найтиповіші форми плазми | | |
| Штучно створена плазма - Плазмова панель (телевізор, монітор) - Речовина всередині люмінесцентних (у тому числі компактних) і неонових ламп - Плазмові ракетні двигуни - Газорозрядна корона озонового генератора - Дослідження керованого термоядерного синтезу - Електрична дуга у дуговій лампі і у дуговому зварюванні - Плазмова лампа - Дуговий розряд від трансформатора Тесли - Вплив на речовину лазерним випромінюванням - Яскрава сфера ядерного вибуху | Земна природна плазма - Блискавка - Вогні святого Ельма - Іоносфера - Язики полум'я (низькотемпературна плазма) | Космічна та астрофізична плазма - Сонце та інші зірки (ті, які існують за рахунок термоядерних реакцій) - Сонячний вітер - Космічний простір (простір між планета ми, зорями і галактиками) - Міжзоряні туманності |

## Властивості і параметри плазми

### Визначення плазми
Плазма — частково або повністю іонізований газ, в якому густини позитивних і негативних зарядів практично однакові. Не всяку систему заряджених частинок можна назвати плазмою. Плазма має такі властивості:
- Достатня густина: заряджені частинки повинні знаходитися досить близько одна до одної, щоб кожна з них взаємодіяла з цілою системою близько розташованих заряджених частинок. Умова вважається виконаною, якщо число заряджених частинок в сфері впливу (сфера радіусом Дебая) достатнє для виникнення колективних ефектів (подібні прояви — типова властивість плазми). Математично ця умова можна висловити так:

{\displaystyle r_{D}^{3}N\gg 1\,}, де {\displaystyle ~N} — концентрація заряджених частинок.
- Пріоритет внутрішніх взаємодій: радіус дебаєвського екранування повинен бути малий у порівнянні з характерним розміром плазми. Цей критерій означає, що взаємодії, що відбуваються всередині плазми значніші в порівнянні з ефектами на її поверхні, якими можна знехтувати. Якщо ця умова виконана, плазму можна вважати квазінейтральною. Математично ця умова описується наступним чином:

{\displaystyle {r_{D} \over L}\ll 1.}
- Плазмова частота: середній час між зіткненнями частинок має бути великий в порівнянні з періодом плазмових коливань. Ці коливання викликаються дією на заряд електричного поля, що виникає через порушення квазінейтральності плазми. Це поле прагне відновити порушену рівновагу. Повертаючись в положення рівноваги, заряд проходить по інерції це положення, що знову призводить до появи сильного поля, виникають типові механічні коливання.[8] Коли ця умова дотримана, електродинамічні властивості плазми переважають над молекулярно-кінетичними. Мовою математики ця умова має вигляд:

{\displaystyle \tau \omega _{pl}\gg 1.}

### Класифікація
Плазма зазвичай поділяється на ідеальну і неідеальну, низькотемпературну і високотемпературну, рівноважну і нерівноважну, при цьому досить часто холодна плазма буває нерівноважною, а гаряча рівноважною.

### Температура
При читанні науково-популярної літератури читач часто бачить значення температури плазми порядку десятків, сотень тисяч або навіть мільйонів градусів Цельсія (°С) або Кельвіна (К). Для опису плазми у фізиці зручно вимірювати температуру не в градусах Цельсія, а в одиницях вимірювання, близьких до енергії руху частинок, наприклад, в електрон-вольтах (еВ). Для переведення температури у еВ можна скористатися наступним співвідношенням: 1 еВ = 11600 K (Кельвінів). Таким чином стає зрозуміло, що температура в «десятки тисяч градусів Цельсія» досить легко досяжна.
У нерівноважній плазмі електронна температура істотно перевищує температуру іонів. Це відбувається через відмінність в масах іона й електрона, яка ускладнює процес обміну енергією. Така ситуація зустрічається в газових розрядах, коли іони мають температуру близько сотень, а електрони близько десятків тисяч Кельвін.
У рівноважній плазмі обидві температури рівні. Оскільки для здійснення процесу іонізації необхідні температури, порівнянні з потенціалом іонізації, рівноважна плазма зазвичай є гарячою (з температурою більше кількох тисяч Кельвін).
Поняття високотемпературна плазма вживається звичайно для плазми термоядерного синтезу, який вимагає температур в мільйони Кельвін.
На початку 2025 року, як повідомив ресурс LiveScience, в експерименті на установці Wendelstein 7-X вперше вдалося стабільно утримувати плазму при температурі 100 млн °C упродовж 8 хв. Це найдовший безперервний сеанс такого типу в історії досліджень термоядерної енергетики.

### Ступінь іонізації
Для того, щоб газ перейшов у стан плазми, його необхідно іонізувати. Ступінь іонізації пропорційна числу атомів, які віддали або поглинули електрони, і найбільше залежить від температури. Навіть слабо іонізований газ, в якому менше 1 % часток знаходяться в іонізованому стані, може проявляти деякі типові властивості плазми (взаємодія з зовнішнім електромагнітним полем і висока електропровідність). Ступінь іонізації α визначається як α = ni/(ni+ na), де n i — концентрація іонів, а na — концентрація нейтральних атомів. Концентрація вільних електронів в незарядженій плазмі ne визначається очевидним співвідношенням: ne=<Z>ni, де <Z> — середнє значення заряду іонів плазми.
Для низькотемпературної плазми характерна мала ступінь іонізації (до 1 %). Так як такі плазми досить часто вживаються в технологічних процесах, їх іноді називають технологічними плазмами. Найчастіше їх створюють за допомогою електричних полів, які прискорюють електрони, які в свою чергу іонізують атоми. Електричні поля вводяться у газ за допомогою індуктивного або ємнісного зв'язку (див. індуктивно-пов'язана плазма). Типові застосування низькотемпературної плазми включають плазмову модифікацію властивостей поверхні (алмазні плівки, нітридування металів, зміна змочуваності), плазмове травлення поверхонь (напівпровідникова промисловість), очищення газів і рідин (озонування води і спалювання частинок сажі в дизельних двигунах).
Гаряча плазма майже завжди повністю іонізована (ступінь іонізації ~100 %). Зазвичай саме вона розуміється під «четвертим агрегатним станом речовини». Прикладом може служити Сонце.

### Густина
Крім температури, яка має фундаментальну важливість для самого існування плазми, другою найважливішою властивістю плазми є густина. Словосполучення густина плазми зазвичай позначає густину електронів, тобто число вільних електронів в одиниці об'єму (строго кажучи, тут, густиною називають концентрацію — не масу одиниці об'єму, а число часток в одиниці об'єму) . У квазінейтральній плазмі густина іонів пов'язана з нею за допомогою середнього зарядового числа іонів {\displaystyle \langle Z\rangle }: {\displaystyle n_{e}=\langle Z\rangle n_{i}}. Наступною важливою величиною є густина нейтральних атомів {\displaystyle n_{0}}. У гарячій плазмі величина {\displaystyle n_{0}} мала, але може проте бути важливою для фізики процесів в плазмі. При розгляді процесів в густій, неідеальній плазмі характерним параметром густини стає {\displaystyle r_{s}}, який визначається як відношення середньої відстані між частинками до борівського радіусу.

### Квазінейтральність
Оскільки плазма є дуже хорошим провідником, електричні властивості мають важливе значення. Потенціалом плазми або потенціалом простору називають середнє значення електричного потенціалу у даній точці простору. У разі якщо в плазму внесено будь-яке тіло, його потенціал в загальному випадку буде менший за потенціал плазми внаслідок виникнення дебаєвського шару. Такий потенціал називають плаваючим потенціалом. Через гарну електричну провідність плазма прагне екранувати всі електричні поля. Це призводить до явища квазінейтральності — густина негативних зарядів з хорошою точністю дорівнює густині позитивних зарядів ({\displaystyle n_{e}=\langle Z\rangle n_{i}}). У зв'язку з хорошою електричною провідністю плазми поділ позитивних і негативних зарядів неможливий на відстанях більших за дебаївську довжину і часу більшого за період плазмових коливань.
Прикладом неквазінейтральної плазми є пучок електронів. Проте густина не-нейтральних плазм повинна бути дуже мала, інакше вони швидко розпадуться за рахунок кулонівського відштовхування.

## Фізичні властивості
Характерною особливістю плазми, на відміну від інших агрегатних станів, є екранування електростатичної взаємодії. В газі, твердому тілі чи рідині поляризація атомів і молекул призводить до зменшення взаємодії між зарядами на величину, яка визначається діелектричною сталою. В плазмі взаємодія не просто зменшується, вона дуже швидко, експоненційно, затухає із збільшенням віддалі між зарядами. Це екранування зумовлене перебудовою густини зарядів протилежного знаку навколо будь-якого заряду. Завдяки екрануванню електрони і йони в плазмі рухаються наче в усередненому полі, і їх можна трактувати як вільні частинки.
Завдяки екрануванню зовнішнє електричне поле не проникає в плазму на віддалі, суттєво більші, ніж довжина екранування. Однак, в плазму може проникати магнітне поле. Плазма, в якій магнітне поле достатньо сильне, щоб впливати на рух заряджених частинок називається намагніченою. Критерієм намагніченості плазми є відсутність зіткнення між частинками за один оберт у магнітному полі. Часто виникають випадки, коли електрони вже намагнічені, а йони ще ні. Намагнічена плазма анізотропна — її властивості залежать від напрямку відносно магнітного поля.

## Базові характеристики плазми
Всі величини наведені у Гаусових СГС одиницях за виключенням температури, яка наведена у eV і маси іонів, яка наведена в одиницях маси протона {\displaystyle \mu =m_{i}/m_{p}}; Z — зарядове число; k — стала Больцмана; К — довжина хвилі; γ — адіабатичний індекс; ln Λ — Кулонівський логарифм.

### Частоти
- Ларморова частота електрона, кутова частота кругового руху електрона у площині, що перпендикулярна до магнітного поля:

{\displaystyle \omega _{ce}=eB/m_{e}c=1.76\times 10^{7}B{\mbox{rad/s}}}
- Ларморова частота іона, кутова частота кругового руху іона в площині, що перпендикулярна до магнітного поля:

{\displaystyle \omega _{ci}=eB/m_{i}c=9.58\times 10^{3}Z\mu ^{-1}B{\mbox{rad/s}}}
- плазмова частота (частота коливань плазми), частота з якою електрони коливаються навколо положення рівноваги, будучи зміщеними відносно іонів:

{\displaystyle \omega _{pe}=(4\pi n_{e}e^{2}/m_{e})^{1/2}=5.64\times 10^{4}n_{e}^{1/2}{\mbox{rad/s}}}
- іонна плазмова частота:

{\displaystyle \omega _{pi}=(4\pi n_{i}Z^{2}e^{2}/m_{i})^{1/2}=1.32\times 10^{3}Z\mu ^{-1/2}n_{i}^{1/2}{\mbox{rad/s}}}
- частота зіткнень електронів

{\displaystyle \nu _{e}=2.91\times 10^{-6}n_{e}\,\ln \Lambda \,T_{e}^{-3/2}{\mbox{s}}^{-1}}
- частота зіткнень іонів

{\displaystyle \nu _{i}=4.80\times 10^{-8}Z^{4}\mu ^{-1/2}n_{i}\,\ln \Lambda \,T_{i}^{-3/2}{\mbox{s}}^{-1}}

### Довжини
- Де-Бройлева довжина хвилі електрона, довжина хвилі електрона в квантовій механіці:

{\displaystyle \lambda \!\!\!\!-=\hbar /(m_{e}kT_{e})^{1/2}=2.76\times 10^{-8}\,T_{e}^{-1/2}\,{\mbox{cm}}}
- мінімальна відстань зближення у класичному випадку, мінімальна відстань на яку можуть зблизитись дві заряджені частинки при лобовому зіткненні і початковій швидкості, що відповідає температурі частинок, нехтуючи квантово-механічні ефекти:

{\displaystyle e^{2}/kT=1.44\times 10^{-7}\,T^{-1}\,{\mbox{cm}}}
- гіромагнітний радіус електрона, радіус кругового руху електрона в площині, що перпендикулярна до магнітного поля:

{\displaystyle r_{e}=v_{Te}/\omega _{ce}=2.38\,T_{e}^{1/2}B^{-1}\,{\mbox{cm}}}
- гіромагнітний радіус іона, радіус кругового руху іона в площині, що перпендикулярна до магнітного поля:

{\displaystyle r_{i}=v_{Ti}/\omega _{ci}=1.02\times 10^{2}\,\mu ^{1/2}Z^{-1}T_{i}^{1/2}B^{-1}\,{\mbox{cm}}}
- розмір скін-шару плазми, відстань на яку електромагнітні хвилі можуть проникати у плазму:

{\displaystyle c/\omega _{pe}=5.31\times 10^{5}\,n_{e}^{-1/2}\,{\mbox{cm}}}
- Радіус Дебая (довжина Дебая), відстань на яку електричні поля екрануються за рахунок перерозподілу електронів:

{\displaystyle \lambda _{D}=(kT/4\pi ne^{2})^{1/2}=7.43\times 10^{2}\,T^{1/2}n^{-1/2}\,{\mbox{cm}}}

### Швидкості
- Теплова швидкість електрона, формула для оцінки швидкості електронів при розподілі Максвелла. Середня швидкість, найбільш ймовірна швидкість і середньоквадратична швидкість відрізняються від цього виразу лише множниками, які приблизно дорівнюють одиниці:

{\displaystyle v_{Te}=(kT_{e}/m_{e})^{1/2}=4.19\times 10^{7}\,T_{e}^{1/2}\,{\mbox{cm/s}}}
- Теплова швидкість іона, формула для оцінки швидкості іонів при розподілі Максвелла:

{\displaystyle v_{Ti}=(kT_{i}/m_{i})^{1/2}=9.79\times 10^{5}\,\mu ^{-1/2}T_{i}^{1/2}\,{\mbox{cm/s}}}
- Швидкість іонного звуку, швидкість поздовжніх іонно-звукових хвиль:

{\displaystyle c_{s}=(\gamma ZkT_{e}/m_{i})^{1/2}=9.79\times 10^{5}\,(\gamma ZT_{e}/\mu )^{1/2}\,{\mbox{cm/s}}}
- Альфвенівська швидкість, швидкість Альфвенівських хвиль:

{\displaystyle v_{A}=B/(4\pi n_{i}m_{i})^{1/2}=2.18\times 10^{11}\,\mu ^{-1/2}n_{i}^{-1/2}B\,{\mbox{cm/s}}}

### Безрозмірні величини
- квадратний корінь із відношення мас електрона й протона:

{\displaystyle (m_{e}/m_{p})^{1/2}=2.33\times 10^{-2}=1/42.9}
- Число частинок у сфері Дебая:

{\displaystyle (4\pi /3)n\lambda _{D}^{3}=1.72\times 10^{9}\,T^{3/2}n^{-1/2}}
- Відношення Альфвенівської швидкості до швидкості світла

{\displaystyle v_{A}/c=7.28\,\mu ^{-1/2}n_{i}^{-1/2}B}
- відношення плазмової і ларморівської частот для електрона

{\displaystyle \omega _{pe}/\omega _{ce}=3.21\times 10^{-3}\,n_{e}^{1/2}B^{-1}}
- відношення плазмової і ларморівської частот для іона

{\displaystyle \omega _{pi}/\omega _{ci}=0.137\,\mu ^{1/2}n_{i}^{1/2}B^{-1}}
- відношення теплової і магнітної енергій

{\displaystyle \beta =8\pi nkT/B^{2}=4.03\times 10^{-11}\,nTB^{-2}}
- відношення магнітної енергії до енергії спокою іонів

{\displaystyle B^{2}/8\pi n_{i}m_{i}c^{2}=26.5\,\mu ^{-1}n_{i}^{-1}B^{2}}

## Відмінність від газу
Основною відмінністю плазми від газу є те, що суттєвою складовою частиною плазми, поряд із атомами, йонами та електронами, є електромагнітне поле. Чітко визначеного фазового переходу між газом і плазмою не існує. Речовина переходить у стан плазми з газу поступово з підвищенням ступеня іонізації.
Присутність зарядів суттєво міняє характер взаємодії між частинками. Атоми газу взаємодіють між собою тільки у випадку зіткнень, коли віддалі між ними малі. Кулонівська взаємодія зарядів діє на великих віддалях, тому рух заряджених частинок у плазмі колективний — зміна положення однієї частинки викликає зміщення інших частинок, які в свою чергу призводять до подальшого зміщення ще дальших частинок. Ці зміщення супроводжуються розповсюдженням у плазмі електромагнітних хвиль, викликаних локальною зміною густини заряду. Для плазми характерні так звані плазмові коливання — узгоджене розповсюдження в просторі хвилі густини заряду та поздовжньої електромагнітної хвилі. У зв'язку з тим, що плазма складається принаймні з двох типів заряджених частинок: електронів та йонів, існують різні моди плазмових коливань — електронні плазмові коливання та йонні коливання, так званий іонний звук.
На колективні коливання в плазмі істотно впливає зовнішнє магнітне поле, змінюючи їх характер, і приводячи до існування значного числа різних типів хвиль. На відміну від газу плазма має високу електропровідність.
| Властивість               | Газ | Плазма |
| ------------------------- | --- | --- |
| Електрична провідність    | Вкрай мала Наприклад, повітря є чудовим ізолятором до тих пір, поки не переходить у стан полум'я під дією зовнішнього електричного поля напруженістю в 30 кіловольт на сантиметр.   | Дуже висока 1. Попри те, що при протіканні струму виникає хоча і мале падіння потенціалу, у багатьох випадках електричне поле в плазмі можна вважати таким, що дорівнює нулю. Градієнти густини, пов'язані з наявністю електричного поля, можуть бути виражені через розподіл Больцмана.. 2. Можливість проводити струми робить плазму дуже сприйнятливою до впливу магнітного поля, що призводить до виникнення таких явищ як філаментування, поява шарів і струменів. 3. Типовою є наявність колективних ефектів, оскільки електричні й магнітні сили є далекодіючими і набагато сильнішими, ніж гравітаційні. |
| Кількість сортів частинок | Один Гази складаються з подібних одна одній частинок, які рухаються під дією гравітації, а одна з одною взаємодіють лише на порівняно невеликих відстанях.                          | Два, чи три, чи більше Електрони, іони і нейтральні частинки розрізняються знаком електирчного заряду і можуть вести себе незалежно одна від одної — мати різні швидкості і навіть температури, що служить причиною появи нових явищ, наприклад хвиль і нестійкостей. |
| Розподіл за швидкостями   | Максвелівський Зіткнення часток одна з одною призводить до максвелівського розподілу швидкостей, згідно з яким дуже мала частина молекул газу мають відносно велику швидкість руху. | Немаксвелівський Електричні поля мають інший вплив на швидкості частинок, ніж зіткнення, які завжди ведуть до максвелізаціі розподілу за швидкостями. Залежність перетину кулонівських зіткнень від швидкості може посилювати цю відмінність, призводячи до таких ефектів, як двохтемпературний розподіл й утікаючі електрони. |
| Тип взаємодій             | Бінарні Як правило двочасткові зіткнення, трьохчасткові зіткнення вкрай рідкісні.                                                                                                   | Колективні Кожна частка взаємодіє відразу з багатьма. Ці колективні взаємодії мають набагато більший вплив, ніж двочасткові. |

### Мінімальні розміри
Термін плазма може застосовуватися лише до макроскопічної сукупності частинок в якій діють статистичні закономірності взаємокомпенсації та взаємного екранування зарядів. Тому при точнішому визначенні плазми вказують, що сукупність частинок може вважатися плазмою лише за умов, якщо її розміри значно більші за дебаївський радіус екранування.
Отже, визначення плазми як «газоподібного середовища, де концентрації позитивних і негативних зарядів практично однакові, а хаотичний рух частинок переважає над упорядкованим рухом їх навіть в електричному полі.» — є дещо спрощеним.

## Природна і штучна плазма
Більшість речовини у Всесвіті перебуває у стані плазми. Перш за все у плазмовому стані перебуває речовина Сонця та інших зірок. Це високотемпературна плазма, що нагрівається термоядерними реакціями всередині світил. Плазмою є також зоряний вітер, зокрема сонячний вітер — потік іонізованої речовини із зірок. Міжпланетне та міжзоряне середовище теж є плазмою, хоча дуже й дуже розрідженою. Незважаючи на значну розрідженість, міжзоряне й міжгалактичне середовище завдяки великому об'єму містить більшість речовини у всесвіті. В плазмовому стані перебуває також речовина туманностей та акреційних дисків навколо зірок.
В земних умовах у стані плазми перебуває речовина іоносфери, завдяки плазмі спостерігається північне сяйво, плазма існує в блискавках, у вогнях святого Ельма. Полум'я теж здебільшого іонізує речовину, утворюючи плазму. Вільні електрони в металах, які рухаються між додатньо зарядженими іонними остовами, теж можна вважати плазмою — їхня поведінка в зовнішніх електричних і електромагнітних полях аналогічна поведінці плазми.
Плазма також створюється людиною штучно всюди, де використовується електричний розряд: в дугових і флюоресцентних лампах, в дугах при електрозварюванні, в іонних двигунах, плазмових телевізорах тощо.

### Інше
- Бомівський коефіцієнт дифузії

{\displaystyle D_{B}=(ckT/16eB)=5.4\times 10^{2}\,TB^{-1}\,{\mbox{cm}}^{2}/{\mbox{s}}}
- Поперечний опір Спітцера

{\displaystyle \eta _{\perp }=1.15\times 10^{-14}\,Z\,\ln \Lambda \,T^{-3/2}\,{\mbox{s}}=1.03\times 10^{-2}\,Z\,\ln \Lambda \,T^{-3/2}\,\Omega \,{\mbox{cm}}}

## Математичний опис
Плазму можна описувати на різних рівнях деталізації. Зазвичай плазма описується окремо від електромагнітних полів. Спільний опис провідникової рідини і електромагнітних полів дається в теорії магнітогідродинамічних явищ або МГД теорії.

### Флюїдна (рідинна) модель
У рідинній моделі електрони описуються в термінах густини, температури і середньої швидкості. В основі моделі лежать: рівняння балансу для густини, рівняння збереження імпульсу, рівняння балансу енергії електронів. У дворідинній моделі таким же чином розглядаються іони.

### Кінетичний опис
Іноді рідинна модель виявляється недостатньою для опису плазми. Детальніший опис дає кінетична модель, в якій плазма описується в термінах функції розподілу електронів по координатах і імпульсах. В основі моделі лежить рівняння Больцмана. Рівняння Больцмана застосовується для опису плазми заряджених часток з кулонівською взаємодією внаслідок дальнодіючого характеру кулонівських сил. Тому для опису плазми з кулонівською взаємодією використовується рівняння Власова із самоузгодженим електромагнітним полем, створеним зарядженими частинками плазми. Кінетичний опис необхідно застосовувати у разі відсутності термодинамічної рівноваги, або в разі присутності сильних неоднорідностей плазми.

### Particle-In-Cell (частинка у комірці)
Моделі Particle-In-Cell є детальнішими, ніж кінетичні. Вони включають в себе кінетичну інформацію шляхом спостереження за траєкторіями великого числа окремих частинок. Густини електричного заряду і струму визначаються шляхом підсумовування числа частинок в осередках, які малі в порівнянні з розглянутою задачею, однак, містять велику кількість частинок. Електричне і магнітне поля виводяться із густин зарядів і струмів на границях комірок.

## Складні плазмові явища

Залишок наднової «Наднова Тихо» — величезна куля плазми, що розширюється. Зовнішня оболонка, показана синім кольором, демонструє ренгенівське випромінювання високошвидкісних електронів.

Хоча основні рівняння, що описують стан плазми, відносно прості, в деяких ситуаціях вони не можуть адекватно відображати поведінку реальної плазми: виникнення таких ефектів — типова властивість складних систем, якщо використовувати для їх опису прості моделі. Найсильніше розходження між реальним станом плазми і її математичним описом спостерігається в так званих прикордонних зонах, де плазма переходить з одного фізичного стану в інший (наприклад, зі стану з низьким ступенем іонізації у високоіонізований). Тут плазма не може бути описана з використанням простих гладких математичних функцій, або із застосуванням ймовірнісного підходу. Такі ефекти як спонтанна зміна форми плазми є наслідком складності взаємодії заряджених частинок, з яких складається плазма. Подібні явища цікаві тим, що проявляються різко і не є стійкими. Багато хто з них були спочатку вивчені в лабораторіях, а потім були виявлені у Всесвіті.

## Використання
Інтерес до плазми виник у зв'язку з дослідженнями газового розряду (використовується, зокрема, у люмінесцентних лампах). Робота над проблемою керованого термоядерного синтезу підвищила цей інтерес, оскільки будь-яка речовина за умови досягнення її частинками енергій, достатніх для термоядерних реакцій, переходить до стану плазми. У зв'язку з перспективним використанням плазми в ядерному синтезі важливе значення має проблема її утримання в обмеженому об'ємі за допомогою зовнішнього магнітного поля.
Плазму застосовують також у термоелектронних і магнетоплазмодинамічних (МПД) генераторах — перетворювачах тепла безпосередньо на електричну енергію (минаючи перетворення в механічну).

## Сучасні дослідження
- Теорія плазми
  - Проблема стійкості плазми
  - Взаємодія плазми з хвилями і пучками
  - Дифузія, провідність та інші кінетичні явища в плазмі
  - адіабатичні інваріанти
  - Куля Дебая
  - Кулонівські зіткнення
  - Типи розрядів
    - Тліючий розряд
    - Іскровий розряд
    - Коронний розряд
    - Дуговий розряд

  - Магнітогідродінаміка
- Плазма в природі
  - Іоносфера Землі
  - Плазма в космосі, напр. Плазмосфера Землі (внутрішня частина магнітосфери)
- Джерела плазми
- Діагностика плазми
  - Томсоновское розсіювання
  - Зонди Ленгмюра
  - Спектроскопія
  - Інтерферометрія
  - Іоносферний нагрів
- Застосування плазми
  - МГД генератор
  - Магнетрон
  - Плазмова антена
  - Плазма для атомізації і іонізації проб у спектроскопічних методах
  - Термоядерний синтез
    - Утримання в магнітних пастках — токамак, стеларатор, зворотний пінч, пробкотрон
    - Інерційний термоядерний синтез

  - Прискорювачі
    - Кільватерне прискорення

  - Промислові плазми
    - Плазмохімія
    - Плазмова обробка
    - плазмові дисплеї